# Rue Édouard Deknoop
 (août 2025).

La rue Édouard Deknoop (en néerlandais : Edward Deknoopstraat) est une rue bruxelloise de la commune d'Evere dont le tenant est la rue du Tilleul et l'aboutissant l'avenue Henri Conscience.
Chaque mercredi matin, s'y déroule un marché rassemblant une centaine d'échoppes spécialisées dans l'alimentation, le textile, la maroquinerie et la floriculture.

## Adresse notable
- Un sorbier des oiseleurs repris à l'inventaire scientifique des arbres remarquables depuis le 26 juin 2002[2].